# 方肯
方肯（1983年7月20日—），馬華作家。

## 生平
出生於馬來西亞柔佛州新山市，祖籍廣東惠州。曾任記者、《馬華文學》雜誌主編，現為自由文字工作者，馬來亞大學中文系深耕文學創作課程導師。

## 著作

### 小說創作
- 短篇小說合集《看見紅雨傘》（吉隆坡：大將出版社，2005年） （页面存档备份，存于）
- 長篇小說《海峽邊城》（吉隆坡：有人出版社，2015年） （页面存档备份，存于）

### 少兒小說
- 《蟲》（吉隆坡：嘉陽出版社，2010年）
- 《手牽手》（吉隆坡：嘉陽出版社，2012年）
- 《慢慢走》（吉隆坡：嘉陽出版社，2013年）

### 散文集
- 《啃日子》（吉隆坡：有人出版社，2018年） （页面存档备份，存于）

### 橋樑書
- 《節日奇遇1：從月亮來的神秘客》（吉隆坡：紅蜻蜓出版社，2020年）

### 作品收入
- 《作家的家》（吉隆坡：馬來西亞華文作家協會，2010年）
- 《阿布的尋海之旅》（吉隆坡：紅蜻蜓出版社，2014年） （页面存档备份，存于）
- 《你有看見我的馬來貘嗎？》（吉隆坡：紅蜻蜓出版社，2018年） （页面存档备份，存于）

## 文學獎
- 2010年馬來西亞全國嘉應散文獎首獎 （〈垃圾桶〉） （页面存档备份，存于）
- 2011年台灣時報文學獎散文組評審獎（〈修書記〉） （页面存档备份，存于）
- 2012年馬華兒童小說創作獎優勝獎（〈作業不見了〉） （页面存档备份，存于）
- 2013年馬來西亞海鷗文學獎散文組首獎（〈猴船〉〈夜〉〈黃螞蟻〉）
- 2014年馬華兒童小說創作獎優勝獎（〈挾持〉）
- 2016年香港青年文學獎散文高級組優異獎 （〈悼八哥〉）
- 2017年馬華兒童小說創作獎首獎 （〈你有看見我的馬來貘嗎？〉） （页面存档备份，存于）
- 2021年新加坡方修文學獎散文組推薦獎 （〈裸〉） （页面存档备份，存于）

## 報刊專欄
- 馬來西亞《學海週刊》（2012-2017）
- 馬來西亞中國報副刊〈啃日子〉（2014-2018）
- 馬來西亞南洋商報副刊商餘版〈狼之日夜〉（2014-2016）
- 馬來西亞星洲日報副刊星雲版〈3040〉（2018-）

## 外部連結
- 方肯的Facebook專頁